# Charlie Says
Charlie Says è un film del 2018 diretto da Mary Harron. Il film, con Matt Smith nel ruolo del noto psicopatico Charles Manson, è stato selezionato in concorso nella sezione
Orizzonti alla 75ª Mostra internazionale d'arte cinematografica di Venezia.

## Trama
Karlene Faith è una ricercatrice che lavora con tre giovani donne della Manson Family, entrate a far parte della setta dopo aver subito il lavaggio del cervello. Condannate alla pena di morte per il coinvolgimento nei crimini durante i quali furono assassinate nove persone, compresa l’attrice Sharon Tate, la loro pena fu in seguito convertita in ergastolo. Le tre sono isolate dalle altre detenute, ed anche molti educatori non le vedono di buon occhio, ma ciononostante alcune guardie provano compassione per loro e cercano in vari modi di alleggerire la loro posizione. Karlene Faith, docente universitaria che ha deciso di seguire un progetto di rieducazione delle detenute, tenta di seguire le tre donne mentre lentamente comprendono l’efferatezza dei crimini commessi.
Man mano che le tre ragazze si confidano con la docente e quest'ultima capisce la gravità e l'assurdità di alcune convinzioni che Charles Manson aveva instillato nelle menti delle sue adepte, alcuni flashback rivelano alcuni momenti cruciali della vita nella family: le prediche di Manson e la sua incoerenza circa i suoi stessi precetti, la follia della sua filosofia e delle sue previsioni sul futuro, la temporanea infatuazione del musicista Dennis Wilson per la famiglia e l'effetto domino che ciò scatena fino a portare all'assassinio di Sharon Tate, il modo in cui Manson selezionava i nuovi adepti scegliendo soltanto quelli più fragili e che subivano maggiormente il suo carisma, gli episodi in cui la sua violenza esplodeva contro chiunque osasse andare minimamente contro i suoi dettami. Uno dei suoi principali dettami era quello di far rifiutare completamente l'individualità ed il proprio passato ad ogni adepto, cancellandone completamente l'identità precedente.
Alla fine di questo percorso, nonostante la scelta dello stato di lasciare le tre ragazze nel braccio della morte nonostante non ne sia prevista l'esecuzione capitale abbia generato un momento di forte smarrimento in cui si rapano a zero, una delle tre (Leslie) arriva finalmente alla conclusione che tutto ciò in cui avevano creduto era sbagliato e prende le distanze da Charles e la famiglia. A questo punto, la ragazza decide finalmente di farsi chiamare con il suo vero nome e non più con quello che le era stato assegnato da Charles Manson. Nei titoli di coda scopriamo qual è stato il futuro delle tre ragazze: Leslie è stata l'unica a rifiutare pubblicamente Manson e la famiglia, tuttavia alla fine tutte e tre sono state inserite nelle normali celle del carcere, a contatto con tutte le altre detenute.

## Distribuzione
In Italia il film è stato distribuito dalla No.Mad Entertainment a partire dal 22 agosto 2019. L'opera è stata presentata al Festival di Venezia 2018.

## Accoglienza

### Incassi
Il film ha incassato soli 83.000 dollari al botteghino.

### Critica
Sulla piattaforma Rotten Tomatoes il film ha ricevuto il 59% degli apprezzamenti ed un voto di 6 su 10 sulla base di 73 recensioni. Su Metacritic ha invece ottenuto un voto di 57 su 100 sulla base di 21 recensioni.